# Годива
Godiva Chocolatier е белгийски производител на шоколад, основан през 1926 в Брюксел. Повечето шоколади на Godiva се произвеждат по собствени рецепти с висококачествени съставки. Продуктите на Godiva са относително скъпи в сравнение с други марки от сходно качество, но марката е придобила имиджа на статус символ не на последно място заради дългогодишното си присъствие в Американските луксозни магазини. Днес компанията е собственост на Турския хранителен производител Ülker.